# 570 v. Chr.
Portal Geschichte | Portal Biografien | Aktuelle Ereignisse | Jahreskalender | Tagesartikel

◄ |
7. Jahrhundert v. Chr. |
6. Jahrhundert v. Chr. |
5. Jahrhundert v. Chr. |
►

◄ | 590er v. Chr. | 580er v. Chr. | 570er v. Chr. | 560er v. Chr. |
550er v. Chr. |
►

◄◄ | ◄ | 573 v. Chr. | 572 v. Chr. | 571 v. Chr. | 570 v. Chr. |
569 v. Chr. |
568 v. Chr. |
567 v. Chr. |
► |
►►

## Ereignisse

### Politik und Weltgeschehen
- Der Offizier Amasis erhält vom ägyptischen Pharao Apries den Auftrag, mit seinen Truppen eine Revolte der Machimoi niederzuschlagen. Stattdessen setzt er sich an die Spitze der Rebellion.

### Wissenschaft und Technik
- Im babylonischen Kalender fällt das babylonische Neujahr des 1. Nisannu auf den 8.–9. April[1]; der Vollmond im Nisannu auf den 23. April[1] und der 1. Tašritu auf den 3.–4. Oktober[1].[2]

### Kultur
- um 570 v. Chr.: In Korinth ist der Dodwell-Maler tätig, ein Vasenmaler im korinthisch-schwarzfigurigen Stil.

## Geboren
- um 575/570 v. Chr.: Anakreon, griechischer Lyriker aus dem Kanon der neun Lyriker (†495 v. Chr.)

- um 570 v. Chr.: Hystaspes, Achämenide († 519/518 v. Chr.)
- um 570 v. Chr.: Kleisthenes von Athen, Athener Politiker, „Begründer der Attischen Demokratie“ († um 507 v. Chr.)
- um 570 v. Chr.: Polykrates, Tyrann von Samos († 522 v. Chr.)
- um 570 v. Chr.: Pythagoras, griechischer Philosoph, Mathematiker und Naturwissenschaftler († nach 510 v. Chr.)
- um 570 v. Chr.: Xenophanes, griechischer Philosoph und Dichter († um 470 v. Chr.)

## Gestorben
- um 570 v. Chr.: Pittakos, mytilenischer Politiker, einer der Sieben Weisen von Griechenland (* 651/650 v. Chr.)
- um 570 v. Chr.: Sappho, griechische Dichterin